# Seznam ameriških sodnikov
Seznam ameriških sodnikov.

## A
Shirley Abrahamson - 

## B
Rosemary Barkett - Granville G. Bennett - Philemon Bliss - Wilmot Brookings - Joe Brown (sodnik) - Ann McGlone Burke - 

## C
Carlos Cadena - James Campbell (Postmaster General) - Albert Cardozo - Raul Hector Castro - John Chenoweth - Lynn Compton - William Cooper (sodnik) - Joseph F. Crater - Rick Crawford - 

## D
Ronald Davies (sodnik) - Rick Distaso - 

## E
Frank H. Easterbrook - Alonzo J. Edgerton - 

## G
Joseph Gary - David Gilbertson - Elizur Goodrich - Robert Grant (novelist) - James P. Gray - Joyce Hens Green - George Greer - 

## H
Orrin Hatch - Paul G. Hatfield - Nathan Hecht - Oliver Wendell Holmes mlajši - 

## I
Lance Ito - 

## J
John Jay - Philip Jessup - 

## K
Jefferson P. Kidder - John K. Konenkamp - 

## L
Kenesaw Mountain Landis - Moon Landrieu - Mills Lane - James T. Lewis - Doris Ling-Cohan - 

## M
John Marshall - Francois Xavier Martin - Greg Mathis - Mitch McConnell - Thomas J. McIntyre - Judith Meierhenry - William Matthew Merrick - Lee Metcalf - Marilyn Milian - Robert A. Miller - George J. Mitchell - 

## N
William Nelson (kongresnik) - Walter Nixon - 

## O
William Tod Otto - 

## P
Lewis F. Powell Jr. - James B. Pearson - John Pickering - Richard Posner - 

## R
Mario R. Ramil - Alexander Randall - John T. Raulston - James Robertson (sodnik) - 

## S
Richard W. Sabers - Andrew Scott (pravnik) - Judith Sheindlin - Seward Smith - Elijah Steele - 

## T
Joseph Taggart - Roger J. Traynor - Lyman Tremain - 

## V
Carl Vinson - Fred M. Vinson

## W
Joseph Wapner - R. L. Williams - John H. Wood mlajši - Alfred Woodward - Robert Wright (politik) - Louis C. Wyman - 

## Y
Luther Wallace Youngdahl - 